# 吴越国
吳越（907年6月16日－978年6月9日），又称义忠国，是五代十國時期的十國之一，由錢鏐在907年所建。都城為西府杭州。強盛時擁有13州疆域，約為現今浙江全省、江蘇東南部和福建東北部。吳越國亦是北宋開國戰爭期間唯一沒有被宋朝使用武力攻下的國家。从天复二年（902年）唐昭宗封钱镠为越王至北宋太平兴国三年（978）钱俶投降北宋，吴越共传五王立国72年，从景福二年（893）钱镠就任镇海节度使占据杭州算起，共则历时85年，是五代十国中存续时间最长的政权。因受到北方邻国吴国和南唐的陆上军事威胁，吴越国大力发展航海贸易，《五代史补》记载当时的吴越国都城杭州“舟楫辐辏，望之不见其首尾”，依靠海外贸易吴越国积累了大量的财富，北宋文学家苏轼称为“象犀珠玉之富，甲于天下”。

## 历史

北宋太平兴国三年（978年）时的吴越国疆域

#### 建国
吳越國前身與基礎可一直上溯至唐末大混亂時期杭州地方的鄉兵集團杭州八都。 
吴越太祖錢鏐吴早年以贩盐为业，后成董昌部将，光启二年（886年），董昌命钱镠进攻越州，许诺自己占据浙东后会将杭州授于钱镠。同年十一月，钱镠率军攻破越州。董昌移镇越州，任命钱镠为知杭州事，钱镠开始占据杭州。
景福二年（893年），錢鏐被唐朝廷封为镇海军节度使。乾宁二年（895年），董昌在越州称帝，国号“大越罗平国”。同年五月，朝廷任命钱镠为浙江东道招讨使、彭城郡王，让其讨伐董昌。钱缪讨灭董昌后，得到越州。至此钱镠基本控制了两浙地区。907年6月16日，錢鏐被後梁封為吳越王。923年3月12日，錢鏐被后梁加封为吴越国王，建朝廷设百官，吴越国正式建立，此后吴越继续臣服于后梁、后唐等中原政权，向其进贡，并接受册封。

#### 兴亡
长兴三年（932年），钱镠病逝，钱镠第五子钱元瓘继位，其继位后继续向后唐、后晋政权等中原政权交好，钱元瓘共在位十年，统治期间吴越国内政治局势平稳，对外也未遭遇战祸，吴越经济得以平稳发展。天福六年（941年）七月，吴越府署遭遇大火，宫室和府库几乎被烧尽，钱元瓘也因受到惊吓患病，同年八月，钱元瓘病逝，其子钱佐继位。
945年，南唐出兵攻打闽国，闽国以成为吴越附庸为条件请求吴越出兵援救，钱佐以张筠、赵承泰等率兵三万求援闽国，吴越闽国联军大败南唐军，闽国政权暂得保全，作为战利品吴越将福州纳入版图。
947年，钱佐去世，其弟钱倧继位。同年十二月吴越权臣胡进思起兵囚禁钱倧，并假传命令传位钱俶。
975年，北宋伐南唐，钱俶亲自率兵五万助宋灭南唐。978年6月9日，錢俶被迫向北宋献土投降，史称“吴越归地”，吴越政权结束立国72年。

## 疆域
| 事件                                                                          | 政權領域                     | 領州數 |
| ----------------------------------------------------------------------------- | ---------------------------- | ------ |
| 886年，浙西鎮海軍兵變，錢鏐以平亂為名出兵攻陷常州及潤州。                     | 杭 +常潤                     | 3      |
| 887年，消滅佔據蘇州的徐約。                                                   | 杭常潤 +蘇                   | 4      |
| 891年，孫儒亂江南，與楊行密、錢鏐爭奪常、潤、蘇三州。潤、常最終為楊行密所據。 | 杭蘇                         | 2      |
| 896年，為唐朝討伐稱帝的越州董昌，平之；過程中楊行密援董昌，攻陷蘇州。         | 杭 +越                       | 2      |
| 896年，湖州刺史李師悅病逝，部下都將聯合趕走其子李彦徽、歸附錢鏐。             | 杭越 +湖                     | 3      |
| 898年，克復蘇州。                                                             | 杭越湖 +蘇                   | 4      |
| 分蘇州嘉興縣置秀州。                                                          | 杭越湖蘇秀                   | 5      |
| 陸續與浙東諸州勢力交戰，或在該州土豪病逝後收服之。                            | 杭越湖蘇秀 +睦婺衢明台溫處   | 12     |
| 947年，出兵援助福州军阀李仁达抵抗南唐。战后，李仁达以福州歸附。               | 杭越湖蘇秀睦婺衢明台溫處 +福 | 13     |

吳越國轄一軍十三州：
- 杭州（首都）：辖钱塘、钱江、盐官、余杭、富春、桐庐、于潜、新登、横山、武康十县。
- 越州（東府）：辖会稽、山阴、诸暨、余姚、萧山、上虞、新昌、赡八县。
- 湖州：辖乌程、德清、安吉、长兴四县。
- 溫州：辖永嘉、瑞安、平阳、乐清四县。
- 台州：辖临海、黄岩、台兴、永安、宁海五县。
- 明州：辖鄞、奉化、慈溪、象山、望海、翁山六县。
- 處州：辖丽水、龙泉、遂昌、缙云、青田、白龙六县。
- 衢州：轄西安、江山、龍遊、常山四县。
- 婺州：辖金华、东阳、义乌、兰溪、永康、武义、浦江七县。
- 睦州：辖建德、寿昌、遂安、分水、青溪五县。
- 秀州：辖嘉兴、海盐、华亭、崇德四县。
- 蘇州：辖吴、长洲、昆山、常熟、吴江五县。
- 福州：辖闽、侯官、长乐、连江、长溪、福清、古田、永泰、闽清、永贞、宁德十一县。
- 安國衣錦軍：即今杭州临安，是钱鏐的诞生地，故特升为衣锦军。

## 经济和文化
吴越国采取保境安民的政策，经济繁荣，渔盐桑蚕之利甲于江南；文士荟萃，人才济济，文艺也著称于世。由于吴国阻隔陆路，因此吴越朝贡中原王朝多经登、莱海路，海上交通发达，与後百濟、新罗、日本的海上贸易和文化交流频繁。
吳越國的水利在十國中是最著名的。錢鏐設撩湖軍，開浚錢塘湖，得其遊覽、灌溉兩利，又引湖水為湧金池，與運河相通。此外，在唐末時期，錢塘江口地區因海潮襲擊，“自秦望山東南十八堡，數千萬畝田地悉成江面，民不堪命”。後梁開平四年/吳越天寶三年（910年），錢鏐動員大批勞力，修築“捍海石塘”。用木樁把裝滿石塊的巨大石籠固定在江邊，形成堅固的海堤，保護了江邊農田不再受潮水侵蝕。並且由於石塘具有蓄水作用，使得江邊農田得獲灌溉之利。由是“錢塘富庶盛於東南”。
錢鏐還在太湖地區設“撩水軍”四部、七八千人，專門負責浚湖、築堤、疏濬河浦，使得吳縣、長洲縣、嘉興縣等地得享灌溉之利。此外錢氏還修建武義縣的長安堰，受益農田上萬頃；東府的鑑湖，餘杭的上湖、下湖、北湖，諸暨的完浦，慈溪的慈濟湖，嘉興的南湖，鄞縣的廣德湖、東錢湖、它山堰，也都是重要的灌溉水源。吳越境內田塘眾多，土地膏腴，有“近澤知田美”之語。
錢鏐在位時，即鼓勵擴大墾田，下令“荒田任開，不起稅額”。由是“境內無棄田”，歲熟豐稔，民間五十錢可糴白米一石。兩浙又為著名桑麻產地，湖州顧渚山出產著名的“紫筍茶”，天福七年（942年）忠獻王錢弘佐一次就向後晉進貢二萬五千斤之多。
吳越國的手工業高度發達，官府生產的各色繡金錦緞綾絹不僅供王宮之需，還大量進貢中原王朝。吳越國的陶瓷業也相當興盛，主要的陶瓷器生產場地是越州餘姚上林湖的越州窯，此外還在處州龍泉、上虞窯前寺等地設立官窯。吳越生產的“秘色瓷”昔日為錢氏內用，大臣非有功不得賜，故名。其工藝細膩，胎骨均勻，底部光潔，為吳越進貢及海外貿易的主要物資之一。溫州出產的蠲紙，潔白堅滑，專門供應官府。
佛教是吴越国文化的重要组成部分，历代吴越国王均笃信佛教，吴越境内佛寺林立。忠懿王时期，境内佛塔達到8万4千座，有名的如今天杭州的保俶塔、雷峰塔。受吴越国的佛教氛围影响，杭州的雕版印刷业异常发达，仅忠懿王钱俶（钱弘俶）时期印刷的经书、佛像就达六十六万两千卷之多。宋代杭州印刷业居全国第一，即缘于此故。
吴越与南汉、新罗、后百济、高丽、日本、琉球等国通商于海上。吴越向海外出口瓷器、锦缎、绫绢，进口苏木、乳香、沉香、龙脑、玳瑁、珍珠、日本椤木、铜器、扇子等货物，甚至包括大食的猛火油。吴越与中原内地的贸易最初通过楚国和荆南，后吴国占领江西全境，吴越的北方贸易改走海路，在登州、莱州、青州等地登陆，经陆路至汴梁、洛阳。杭州与明州是最重要的两座港口，都城杭州“舟楫辐辏，望之不见首尾”。

## 政治和外交

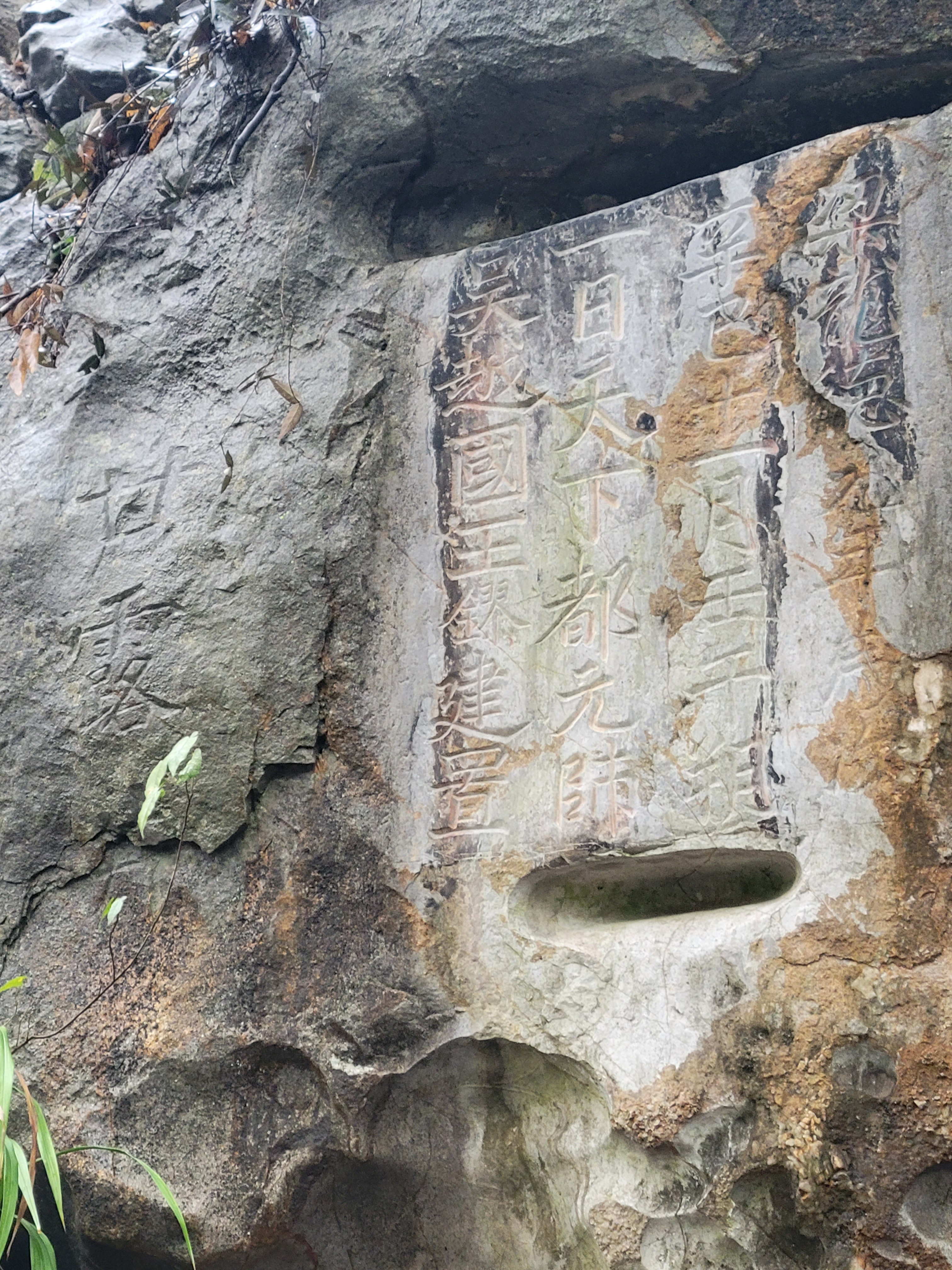
龍德元年（921）吳越國王錢鏐題于本國郊壇的題刻

吳越國在錢氏家族治理下，政治上比較安定，謹事中原王朝，奉正朔，歲時進貢，保境安民，社會繁榮，經濟富裕。 
司馬光《資治通鑑》載，吳越忠獻王錢弘佐年十四即位，問倉吏“今蓄積幾何？”答曰“十年”，錢弘佐曰“軍食足矣，可以寬吾民”，於是命境內免稅三年。明朝朱國楨則評價吳越政治稱“錢立國，置營田數千人於松江，闢土而耕，…民老死無他纏累，且完國歸朝，不殺一人，則其功德大矣！”
然而北宋歐陽修《五代史·吳越世家》評價吳越國則稱，自錢鏐時起，賦稅繁苛，小至雞、魚、雞卵、雞雛，也要納稅。貧民欠稅被捉到官府，按各稅欠數多少定笞數，往往積至笞數十以至百餘（一說五百餘），民尤不勝其苦。而宋代即有論者稱歐陽修此舉為挾私怨於褒貶之間。
吳越曾向後唐進貢萬壽節金器、連花金食器、盤龍鳳錦織成紅羅袍、金排方盤龍帶禦衣、通犀瑞象腰帶、紅地龍鳳錦被、錦綺、越綾、吳綾、異紋綾、金條紗、絹布、綿布、秘色瓷器、銀妝花櫚木櫥子、龍鳳紗紋櫥、紅藤龍鳳箱、佛頭螺子青、山螺子青、菩薩石蟹子、白龍腦、大茶、腦源茶等物。向後晉進貢銀、絹、絲、細甲、弓弩、箭、扇子、靴履、細酒、細紙、蘇木、乾薑、秘色瓷、乳香、啟聖節金大排方坐龍腰帶、禦衣等物。向後漢進貢禦衣、通犀帶、戲龍金帶、金器、銀器、兵仗、綾絹、茶、香、藥物、鞍履、海味。向後周進貢禦衣、銀、綾、絹、龍舟、天祿舟。
宋朝開國後，吳越國日益向其進貢無算，宋太祖曾說：「這些我遲早都要拿的，哪需要獻來呢？」吳越常向宋朝進貢赭黃犀角、龍鳳龜魚、仙人鰲山寶樹等物。進貢通犀寶帶七十餘條，玉帶二十條，紫金獅子帶一條，塗金銀香龍一座，及珊瑚樹十棵、高三尺五寸，皆稀世之寶。又向宋進貢金飾玳瑁器皿一千五百餘件，水晶瑪瑙玉器四千餘件，金銀器及秘色瓷十四萬餘件，金銀飾龍鳳舟二百餘艘，銀飾器物七十萬件，金九萬五千餘兩，銀一百一十萬餘兩，繡金盤龍鳳錦緞衣料數万匹，白龍腦二百餘斤。至於珍珠、玳瑁、琥珀、乳香、沉香、龍涎香、蘇木、貢茶、御酒、綾絹、海味等物無數。而宋朝舉朝文武及宮中內官亦多有饋贈。以十三州之力，供大國歡心，吳越國力以是漸貧。
吳越最大的敵國是其西北的楊吳政權，吳越與其攻伐多年，919年無錫之戰後應吳國齊王徐溫要求，兩國修和。但楊吳的繼承者南唐也是吳越發展的主要競爭對手。為保護吳越國，歷代國王尊奉後梁、後唐、後晉、後漢、後周、宋朝六個中原王朝，事大主義，抵抗兩淮，保境安民。吳越國曾和南唐共同攻打閩國，后击退唐军，得以佔領闽国最繁华的都城福州地区。虽然吴越丞相沈虎子以南唐为屏障为由反对攻打南唐，南唐国主李煜也曾以唇亡齿寒的道理劝说，但在宋滅南唐的戰役中，吳越仍然出兵援宋。
吴越与朝鲜半岛后三国中的后百济关系密切。900年（唐光化三年、新罗孝恭王四年），甄萱正式建立后百济，派使者出使吴越朝贡，钱镠报聘，授予甄萱检校太保的官职。918年（后梁贞明四年），后百济王甄萱再次遣使赴吴越进献马匹，吴越王钱镠报聘，加授甄萱为中大夫。
935年，吳越與日本的國交始開。次年，藤原忠平向吳越王送抵國書，建立兩國良好關係。940年藤原仲平、947年藤原實賴、953年藤原師輔相繼向吳越王遞交國書。957年吳越王回送黃金。

## 君主

### 君主列表
| 肖像                          | 庙号                  | 谥号                        | 名讳   | 在世时间     | 在位时间     | 年号及使用时间 | 年号及使用时间 | 陵寝 |
| ----------------------------- | --------------------- | --------------------------- | ------ | ------------ | ------------ | -------------- | -------------- | ---- |
| －                            | －                    | 洪胜王 （梁太祖朱温追谥）   | 钱沛   | ？           | －           | －             | －             | －   |
| －                            | －                    | 建初王 （梁太祖朱温追谥）   | 钱宙   | ？           | －           | －             | －             | －   |
| －                            | －                    | 英显王 （梁太祖朱温追谥）   | 钱宽   | 835年－895年 | －           | －             | －             | －   |
|                               | 太祖 （吴越尊上庙号） | 武肅王 （后唐明宗李嗣源谥） | 钱镠   | 852年－932年 | 904年－932年 | 天宝           | 908年－912年   | －   |
| 宝大                          | 太祖 （吴越尊上庙号） | 武肅王 （后唐明宗李嗣源谥） | 钱镠   | 852年－932年 | 904年－932年 | 924年－925年   |                | －   |
| 宝正                          | 太祖 （吴越尊上庙号） | 武肅王 （后唐明宗李嗣源谥） | 钱镠   | 852年－932年 | 904年－932年 | 926年－931年   |                | －   |
|                               | 世宗 （吴越尊上庙号） | 庄穆王 （后晋高祖石敬瑭谥） | 錢元瓘 | 887年－941年 | 932年－941年 | －             | －             | －   |
| 文穆王 （后晋高祖石敬瑭改谥） | 世宗 （吴越尊上庙号） |                             | 錢元瓘 | 887年－941年 | 932年－941年 | －             | －             | －   |
| －                            | 成宗 （吴越尊上庙号） | 忠献王 （后汉高祖刘暠谥）   | 钱弘佐 | 928年－947年 | 941年－947年 | －             | －             | －   |
| －                            | －                    | 忠逊王 （宋太祖赵匡胤谥）   | 錢弘倧 | 928年－971年 | 947年－948年 | －             | －             | －   |
|                               | －                    | 忠懿王 （宋太宗赵炅谥）     | 钱俶   | 929年－988年 | 948年－978年 | －             | －             | －   |

### 君主世系图
|                                 |                                 |                                 |                                 |                                 |                                 |  |  | 1 吳越武肅王 錢鏐 850-907-932       |                                     |                                     |                                     |                                     |                                     |  |  |                                       |                                       |                                       |                                       |                                       |                                       |  |  |
|                                 |                                 |                                 |                                 |                                 |                                 |  |  |                                     |                                     |                                     |                                     |                                     |                                     |  |  |                                       |                                       |                                       |                                       |                                       |                                       |  |  |
|                                 |                                 |                                 |                                 |                                 |                                 |  |  | 2 吳越文穆王 錢元瓘 887-932-941     |                                     |                                     |                                     |                                     |                                     |  |  |                                       |                                       |                                       |                                       |                                       |                                       |  |  |
|                                 |                                 |                                 |                                 |                                 |                                 |  |  |                                     |                                     |                                     |                                     |                                     |                                     |  |  |                                       |                                       |                                       |                                       |                                       |                                       |  |  |
|                                 |                                 |                                 |                                 |                                 |                                 |  |  |                                     |                                     |                                     |                                     |                                     |                                     |  |  |                                       |                                       |                                       |                                       |                                       |                                       |  |  |
| 3 吳越忠獻王 錢弘佐 928-941-947 | 3 吳越忠獻王 錢弘佐 928-941-947 | 3 吳越忠獻王 錢弘佐 928-941-947 | 3 吳越忠獻王 錢弘佐 928-941-947 | 3 吳越忠獻王 錢弘佐 928-941-947 | 3 吳越忠獻王 錢弘佐 928-941-947 |  |  | 4 吳越忠遜王 錢弘倧 928-947-948-971 | 4 吳越忠遜王 錢弘倧 928-947-948-971 | 4 吳越忠遜王 錢弘倧 928-947-948-971 | 4 吳越忠遜王 錢弘倧 928-947-948-971 | 4 吳越忠遜王 錢弘倧 928-947-948-971 | 4 吳越忠遜王 錢弘倧 928-947-948-971 |  |  | 5 吳越忠懿王 錢弘俶 929- 948- 978-988 | 5 吳越忠懿王 錢弘俶 929- 948- 978-988 | 5 吳越忠懿王 錢弘俶 929- 948- 978-988 | 5 吳越忠懿王 錢弘俶 929- 948- 978-988 | 5 吳越忠懿王 錢弘俶 929- 948- 978-988 | 5 吳越忠懿王 錢弘俶 929- 948- 978-988 |  |  |

## 延伸阅读
[在维基数据编辑]
 《新五代史/卷67》，出自歐陽修《新五代史》
 《宋史·卷480》，出自脱脱《宋史》